# Maria Chkarletova
Maria Chkarletova (ukrainien : Марія Шкарлетова) est une médecin militaire du 170e régiment de fusiliers de la Garde soviétique pendant la Seconde Guerre mondiale. Pendant la guerre, elle participe à des opérations offensives en Ukraine, en Moldavie et en Pologne pour lesquelles elle  reçoit le titre d'Héroïne de l'Union soviétique le 24 mars 1945.

## Enfance et éducation
Chkarletova est née le 3 février 1925 à Kislovka (Oblast de Kharkiv) dans une famille de paysans ukrainiens. Après avoir obtenu son diplôme de l'école secondaire, elle travaille dans l'industrie du chemin de fer et, plus tard, dans une ferme collective jusqu'au déclenchement de la guerre. En tant que membre d'un Komsomol, elle travaille à la construction de fortifications défensives. Parce que les troupes allemandes entourent la ville avant l'évacuation de Chkarletova et du reste de sa famille, elle n'est pas en mesure de rejoindre l'Armée Rouge avant la reprise de la ville par celle-ci en juillet 1943,.

## Carrière militaire
Après la reprise du raïon de Koupiansk par l'Armée rouge en 1943, Chkarletova rejoint l'armée et est envoyée suivre un bref cours de médecine à Millerovo. Après avoir obtenu son diplôme en octobre, elle est déployée dans le 170e régiment de fusiliers de la Garde de la 57e division de fusiliers de la Garde. Bien qu'elle soit médecin, elle participe directement aux combats et, à plusieurs reprises, conduit son unité au combat sur le Front de l'Est. Le régiment combat dans plusieurs batailles pour le contrôle stratégique des rives du Dniepr, de l'Inhoulets, du Dniestr, du Boug méridional et de la Vistule ; pendant l'opération sur la Vistule près de Varsovie, elle participe à une percée pour établir une tête de pont sous le feu ennemi. En tant que seule médecin du groupe, elle doit travailler sous le feu de l'artillerie et les bombardements, fournir les premiers soins et transporter les blessés sous le couverts des arbres,. Elle se souvient :
« Sur une petite partie de la rive ouest de la Vistule, nous étions pris en sandwich entre la rivière et la ligne de front de l'ennemi à moins de 200 mètres du rivage. Ici, nous avons réussi à creuser des tranchées à la hâte. A l'aube, l'ennemi attaqua férocement, appuyé par l'artillerie lourde et des tirs de mortier... mais les soldats soviétiques ne bronchèrent pas... ils combattirent bravement, gardant la tête de pont jusqu'à l'arrivée des renforts. »
Elle évacue plus de 100 blessés dans l'obscurité en traversant la Vistule, acte pour lequel elle reçoit le titre d'Héroïne de l'Union soviétique en mars 1945,.

## Après-guerre
Chkarletova devient membre du Parti Communiste de l'Union soviétique en 1946 et est diplômée de l'École de médecine de Koupiansk en 1949. Elle participe activement à la reconstruction de la région ravagée par la guerre, étant employée comme infirmière dans l'Hôpital du District de Koupiansk. Son mari est aussi un ancien combattant de la Seconde Guerre mondiale, avec qui elle a deux filles. Elle est ensuite élue en tant que député du Conseil de la Ville et est membre du comité régional de la Croix-Rouge de Kharkiv. En 1965, elle reçoit la Médaille Florence Nightingale pour son dévouement dans le sauvetage des blessés pendant la guerre. Elle meurt le 2 novembre 2003 à Koupiansk en Ukraine à l'âge de 78 ans.

## Distinctions
- Héros de l'Union soviétique
- Ordre de Lénine
- Ordre de la Guerre patriotique de 1re classe
- Ordre de l'Étoile rouge
- Médaille Florence Nightingale
- Médaille pour la victoire sur l'Allemagne dans la Grande Guerre patriotique de 1941-1945
- Médaille pour la Libération de Varsovie
- Ordre de Bogdan Khmelnitski
- Médaille Défenseur de la Patrie

## Hommages
- En 2004, l'école de médecine de Koupiansk est renommée en son honneur[8].
- En 2005, elle nommée citoyenne d'honneur de la ville de Koupiansk[9].